# گروه توسعه جنگاوری ویژه نیروی دریایی
گروه توسعه جنگاوری ویژه نیروی دریایی ایالات متحده آمریکا (انگلیسی: United States Naval Special Warfare Development Group) مشهور به تیم شش، یک نیروی عملیات ویژه و نمایندهٔ نیروی دریایی در ستاد فرماندهی مشترک عملیات ویژه است. در  ستاد فرماندهی مشترک عملیات ویژه، این نیرو با نام «نیروی رزمی آبی» شناخته می‌شود. پشتیبانی اداری این نیرو با ستاد فرماندهی جنگاوری ویژه نیروی دریایی و فرماندهی عملیاتی این گروه بر عهدهٔ فرماندهی ستاد فرماندهی مشترک عملیات ویژه است. بیشتر اطلاعات مربوط به این گروه محرمانه است و جزئیات فعالیت‌های این گروه معمولاً توسط کاخ سفید و وزارت دفاع آمریکا فاش نمی‌شود.
این گروه و همتای آن در نیروی زمینی (نیروی دلتا) و نیروی هوایی (اسکادران ۲۴ تاکتیک‌های ویژه) تیم‌های اصلی ماموریت ویژه نیروهای مسلح ایالات متحده آمریکا برای انجام عملیات‌های پیچیده، خطرناک و محرمانه به دستور مرجع فرماندهی ملی (تا سال ۲۰۰۲)، رئیس جمهور و وزیر دفاع ایالات محده آمریکا هستند.  گروه توسعه جنگاوری ویژه، ماموریت‌های تخصصی مختلفی مانند مبارزه با تروریسم، رهایی گروگان، شناسایی ویژه و اقدام مستقیم (حملات کوتاه‌مدت یا اقدامات تهاجمی در مقیاس کوچک) را اغلب علیه اهداف باارزش انجام می‌دهد.

## تاریخچه
ریشه‌های تأسیس این گروه را می‌توان در نتیجه عملیات پنجه عقاب جستجو کرد. در زمان بحران گروگانگیری ایران در سال ۱۹۷۹، ریچارد مارکینکو یکی از دو نمایندهٔ نیروی دریایی ایالات متحده در ستاد مشترک ارتش بود که از آن به عنوان «تیم عملیات تروریستی» (Terrorist Action Team) یاد می‌شود. هدف این تیم تنظیم عملیات آزاد سازی گروگان‌ها در ایران بود. به دنبال فاجعه ای که در جنگ اول خلیج فارس در ایران رخ داد، نیروی دریایی نیازمند یک واحد ضد تروریستی تمام وقت بود که مارکینکو را برای طراحی و توسعهٔ آن موظف نمود. مارکینکو اولین افسر فرماندهٔ این واحد جدید بود.
در آن زمان دو واحد عملیاتی در یگان ویژه نیروی دریایی ایالات متحده آمریکا مشغول فعالیت بود. مارکینکو به منظور گمراه نمودن مأموران اطلاعات و امنیت شوروی (ک.گ. ب) در تعداد واقعی تیم‌های عملیاتی موجود، واحد جدید را تیم شش یگان ویژه نیروی دریایی ایالات متحده آمریکا نامید. این واحد همواره با نیروی دلتا مقایسه می‌شد.
بر خلاف آن زمان که مدت فرماندهی هر واحد در نیروی دریایی یک دورهٔ دوساله بود، مارکینکو از سال ۱۹۸۰ تا ۱۹۸۳ و به مدت سه سال فرماندهی این واحد را به عهده داشت.
این واحد ابتدا با ۷۵ تیرانداز کار خود را آغاز نمود و بر اساس گفته‌های مارکینکو، سهمیهٔ بودجه و مهمات سالانهٔ آموزشی تیم از همه تیم‌های نیروی دریایی ایالات متحده بیشتر بود.
در سال ۱۹۸۷ تیم شش یگان ویژه نیروی دریایی ایالات متحده آمریکا انحلال یافت و «گروه توسعه جنگاوری ویژه نیروی دریایی» (DEVGRU) جانشین این گروه شد.

## ساختار
گروه توسعه جنگاوری، به چند اسکادران با کد رنگی تقسیم شده است:
- اسکادران قرمز (تهاجم)
- اسکادران آبی (تهاجم)
- اسکادران طلایی (تهاجم)
- اسکادران نقره‌ای (تهاجم)
- اسکادران سیاه (اطلاعات، شناسایی و نظارت)
- اسکادران خاکستری (تیم‌های تحرک، حمل‌و‌نقل/غواص، نیروی واکنش سریع)
- تیم سبز (انتخابی/آموزش)[۸]